# Уламкові мінерали
Уламкові мінерали (рос. минералы обломочные, англ. detrital minerals, fragmental minerals, нім. Trümmerminerale n pl) — уламки різних мінералів, які входять до складу осадових гірських порід.
До уламкових мінералів належать мінерали кластичні, мінерали кластогенні, мінерали алогенні.
Часто ці терміни розглядаються як синонімічні.